# Alain Nkontchou
Pour les articles homonymes, voir Kontchou.
Alain Nkontchou est un financier camerounais.

## Biographie

### Enfance, éducation et débuts
Alain Nkontchou fait partie de la fratrie des Nkontchou. Ils sont originaires de Baham et enfants de Joseph et de Justine Nkontchou. Leur père a fait partie des premiers fonctionnaires du ministère des finances au Cameroun.

### Carrière
Alain Nkontchou est président du conseil d’administration d’Ecobank. Il est aussi président de Enko Financement capital LLP.